# فريتوس
فريتوس هي علامة تجارية من رقائق الذرة، صنّعه تشارلز إلمير دولين عام 1932، وبدأت شركة فريتو-لاي بإنتاجه منذ عام 1959. ويصنع من عجينة الذرة المقلية قلياً عميقاً.

## الأصول
وفقاً للتقاليد الشعبية، جاءت فريتوس من سان أنطونيو (تكساس) حيث كان لدى تشارلز إلمير دولين هوساً بصنع الوجبات الخفيفة من الذرة التي لا تفقد نكهتها بسرعة، وجد رجلاً من السكان المحليين يعمل على إعداد وجبة خفيفة من قلي عجينة مصنوعة من الذرة قلياً عمليقاً. اشترى دولين الاختراع والوصفة، وبمساعدة والدته طوّرها في مطبخه الخاص (بطريقة شبيهة جداً بطريقة اختراع تشيتوس). بدأ دولين ببيع فريتوس عام 1932 باسم مستعار لشركة هو «شركة فريتو». كانت المكونات الأصلية مقتصرة على الذرة الكاملة والزيت والملح.
في الفترة من 1952-1967، أصبح «فريتو كيد» التميمة الرئيسية للشركة. استخدم شعار «فريتو بانديتو» منذ 1967 حتى 1971، وتوقف استخدامه بسبب شكوى حول صورة بانديتو. فاستبدل بانديتو بمونتشا بانشو وهم مجموعة من رعاة البقر، وأخيراً استبدل الشعار بصورة تمثل الكوميدي وليام كلاود دوكنفيلد.

## المنتجات
- أدوبادوس (في المكسيك)
- بي بي كيو
- حلقات Bar-B-Q (في كندا)
- تشيلي تشيز
- فلفل وليمون (في المكسيك)
- تشوريزو وتشيبتول (في المكسيك)
- صلصلة تشتني (في جنوب أفريقيا)
- رانش كلاسيكي

وغيرها الكثير